# Нестор (Динкулянэ)
Епи́скоп Не́стор (рум. Episcopul Nestor, в миру Думитру-Кристиан Динкулянэ, рум. Dumitru-Cristian Dinculeană; 11 июня 1983, Крайова, жудец Долж) — епископ Румынской православной церкви, епископ Хунедоарский, викарий Девской и Хунедоарской епархии.

## Биография
В 1990-1994 годы обучался в школе им. великомученика Димитрия в Крайове. В 1994-1998 годы обучался в национальном колледже им. Елены Кузы в Крайове. В 1998-2002 годы обучался в лицее им. Петраке Тришку в Крайове.
В 2003—2007 годы проходил курсы факультета православной теологии в Крайове, отдел пастырской теологии. В 2009 году окончил магистратуру в том же учебном заведении.
8 октября 2007 года в кафедральном соборе великомученика Димитрия Солунского в Крайове был рукоположён в сан диакона. В 2009 году он был пострижен в монашество с наречением имени Нестор. 20 марта 2011 года был рукоположён в сан иеромонах. 27 марта 2011 года возведён в духовника.
В 2011—2014 годы учился на факультете православной теологии в Университете Алба-Юлии. Получил стипендию для обучения в Падуе (Италии) для написания докторской диссертации (2012—2013).
В 2013 году, в течение полугода, он занимал должность Пастырско-литургического советника Девской и Хунедоарской епископии. В 2014 году был возведён в сан архимандрита. В 2015 году получил звание доктора теологии.
В 2013—2018 годы был административно-церковным викарием, а с 2018 года занимал должность административно-епархиального викария.
25 февраля 2021 года решением Священного Синода Румынской православной церкви избран викарным архиереем Девской и Хунедоарской епископии. Другим кандидатом был архимандрит Геронтий (Чюпе).
7 марта 2021 года в Кафедральном соборе Успения Пресвятой Богородицы в Деве был хиротонисан во епископа. Хиротонию совершили: архиепископ Сибиуский и митрополит Трансильванский Лаврентий (Стреза), архиепископ Алба-Юльский Ириней (Поп), епископ Орадийский Софроний (Дринчек), епископ Северинский и Стрехейский Никодим (Николэеску), епископ Слобозийский и Каларашский Викентий (Грифони), епископ Ковасненский и Харгитский Андрей (Молдован) и епископ Девский и Хунедоарский Гурий (Джорджу).
16 декабря 2021 года решением Священного Синода Румынской православной церкви назначен епископом Девским и Хунедоарским вместо епископа Гурия (Георгиу). 26 декабря того же года в Епископальном Соборе Святого Николая и Святых Апостолов Петра и Павла в муниципалитете Дева состоялась его интронизация